# کالای ساخته‌شده
کالاهای ساخته‌ شده (به انگلیسی: Finished goods)، کالاهایی هستند که فرآیند ساخت را کامل کرده‌اند اما هنوز به فروش نرسیده‌اند یا برای مصرف‌کنندهٔ نهایی توزیع نشده‌اند.

## ساخت
فرآیند ساخت، سه مرحلهٔ موجودی دارد:
- مواد خام
- کالای در جریان ساخت
- کالای ساخته‌شده

کالایی که به عنوان «ماده اولیه» خریداری شده، برای ساخت فرآورده می‌رود. کالایی که در طول فرآیند ساخت به شکلی ناتمام کامل شده «کالای در جریان ساخت» نامیده می‌شود. هنگامی که کالا در ساخت کامل شده باشد، اما هنوز برای مصرف‌کننده فروخته یا توزیع نشده باشد، «کالای ساخته‌شده» نامیده می‌شود.
کالای ساخته‌شده، اصطلاحی نسبی است. در روند مدیریت زنجیرهٔ تأمین، کالاهای ساخته‌شدهٔ فروشنده می‌تواند نقش مادهٔ خام خریدار را داشته باشد.